# La Mott
La Mott è una comunità residenziale non incorporata situata all'interno del Comune di Cheltenham, Contea di Montgomery, Pennsylvania, Stati Uniti. Il suo nome fa onore alla principale abolizionista e suffragista del XIX secolo, Lucretia Mott, che risiedeva nel quartiere.
Delle sessantacinque località degli Stati Uniti continentali denominate Mott, questa è l'unica comunità denominata "La Mott". Confina con Filadelfia, lungo Cheltenham Avenue e le è stato assegnato il codice postale 19027.

## Storia
Il nome di questa città è in onore di Lucretia Mott, che visse qui dal 1850 fino alla sua morte nel 1880. La sua casa, Roadside, che fu demolita nel 1911, era una fermata importante della Underground Railroad.
Precedentemente conosciuta come Camptown (o "Camp Town"), La Mott era il sito di Camp William Penn, il primo sito federale di addestramento per i soldati neri durante la guerra civile americana.

## Galleria di foto

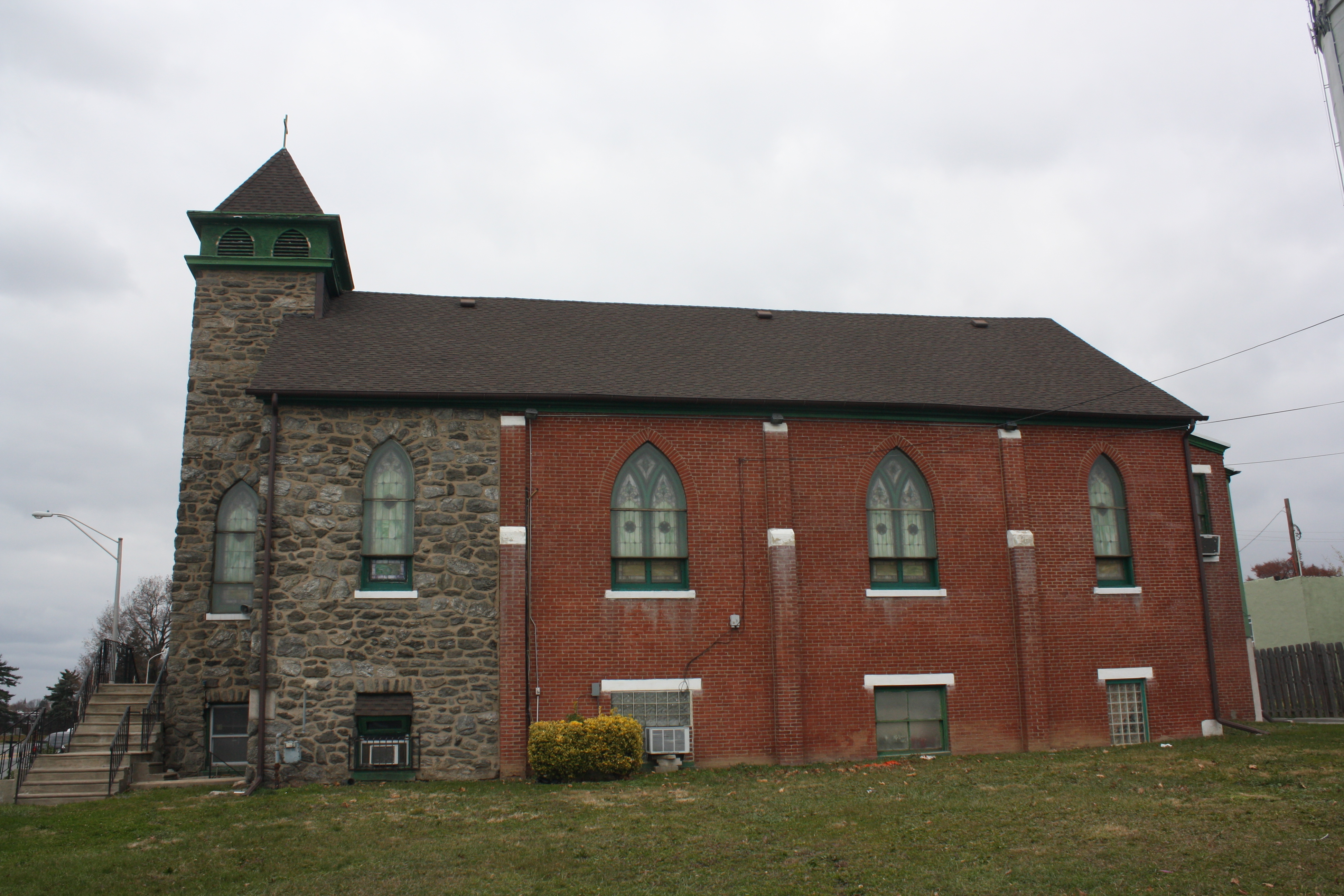
Chiesa di La Mott AME
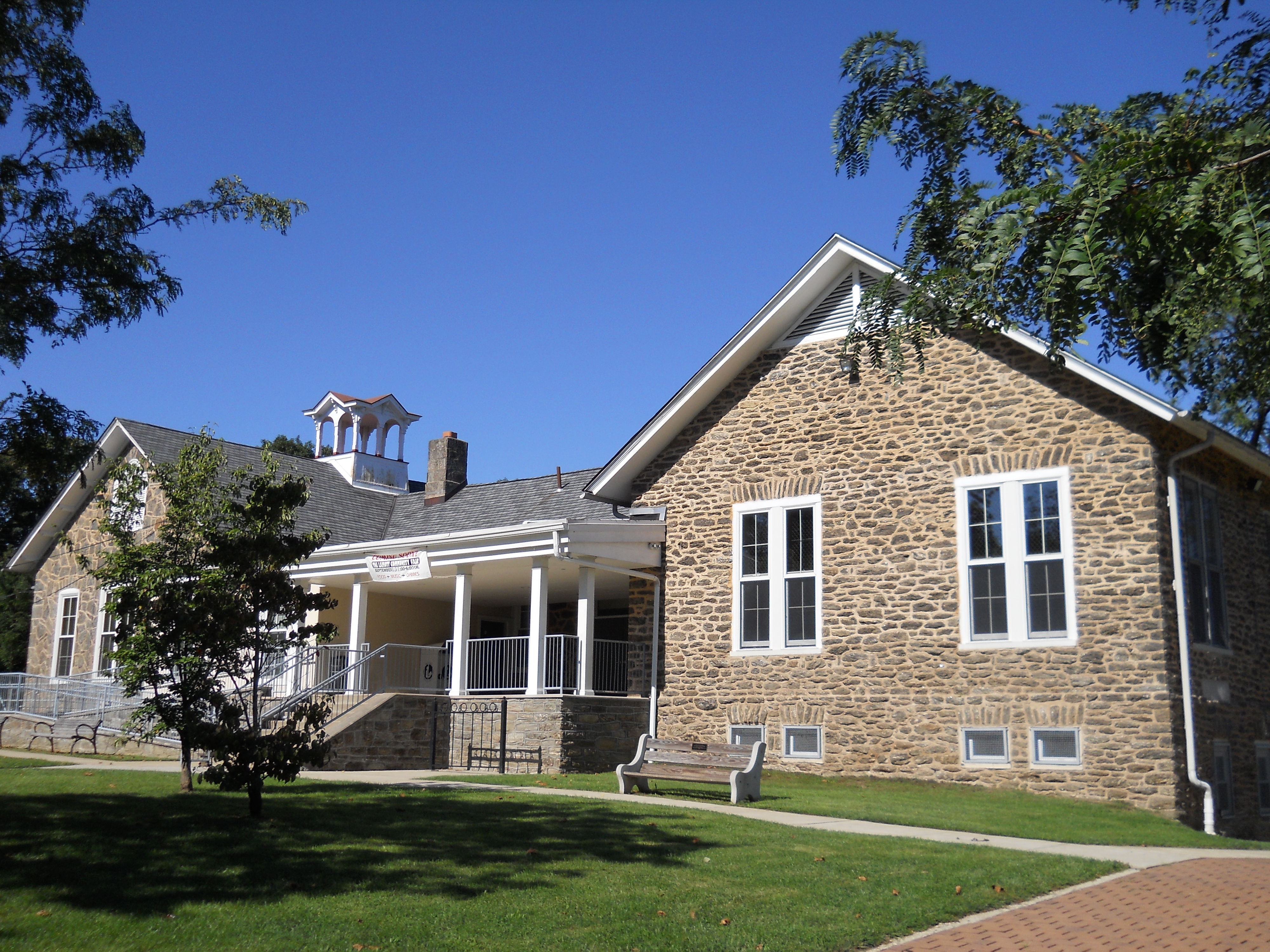
La Mott Community Center and Free Library
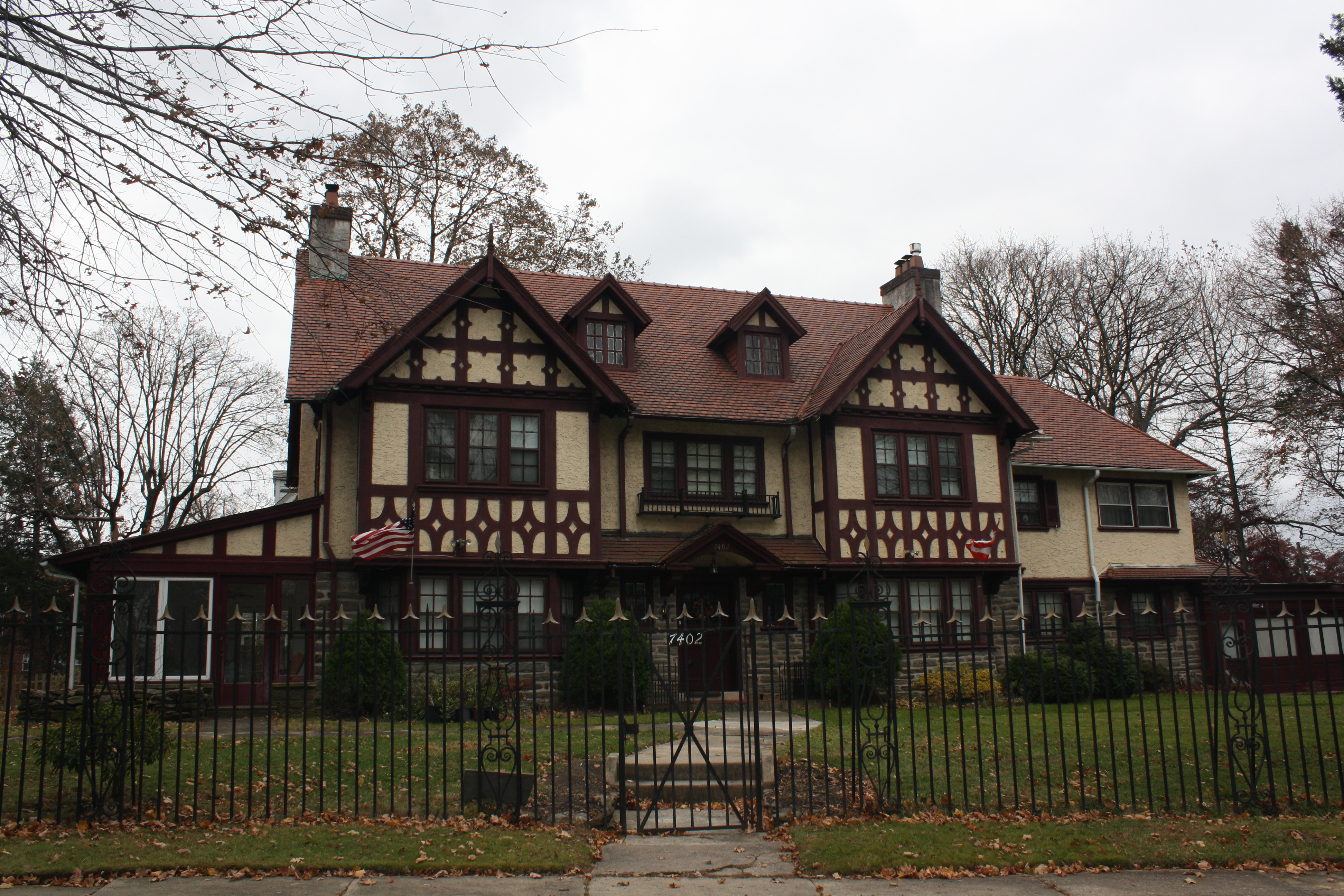
Residence, Old York Road
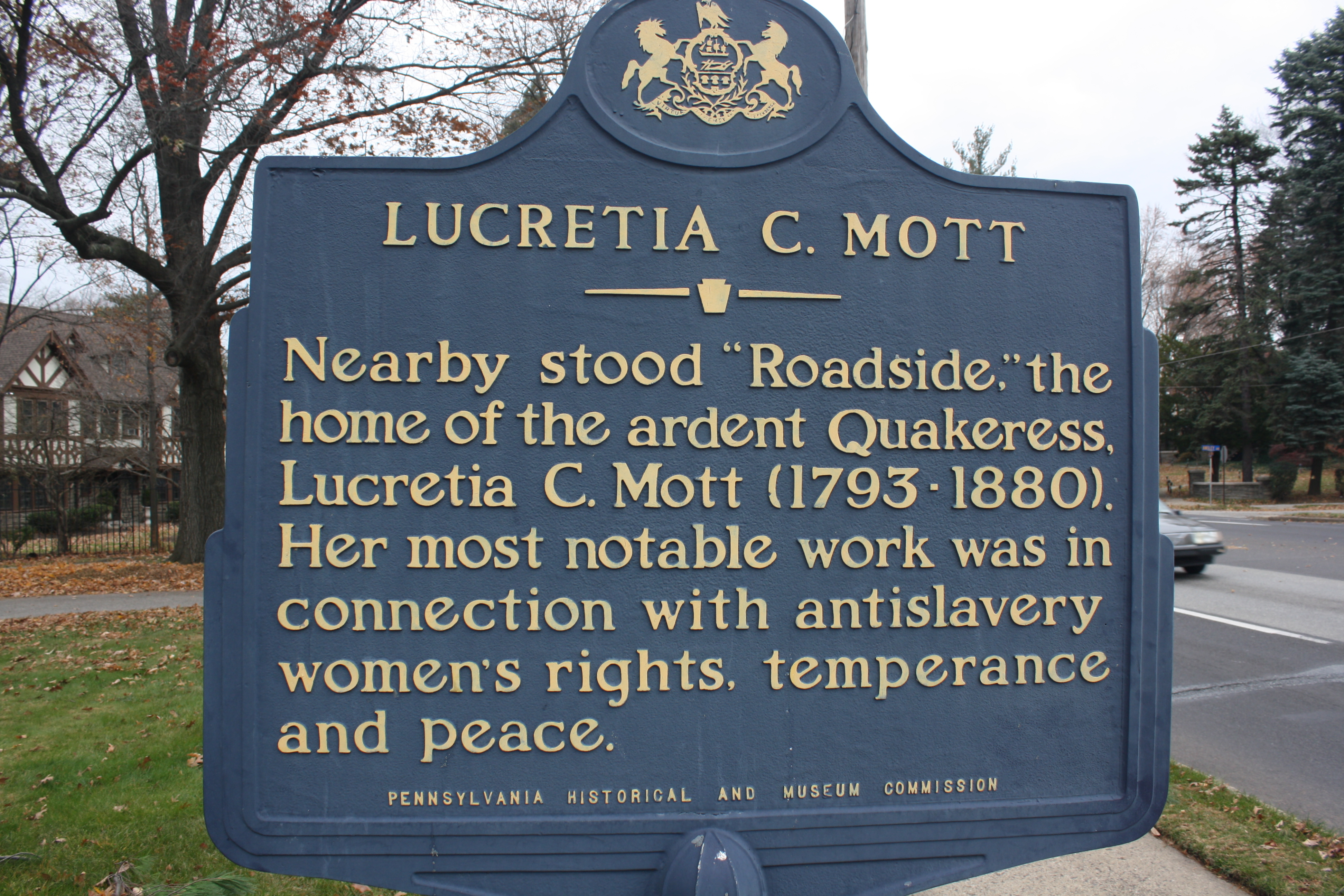
Segnale sul sito dell'ex Casa di Lucretia Mott
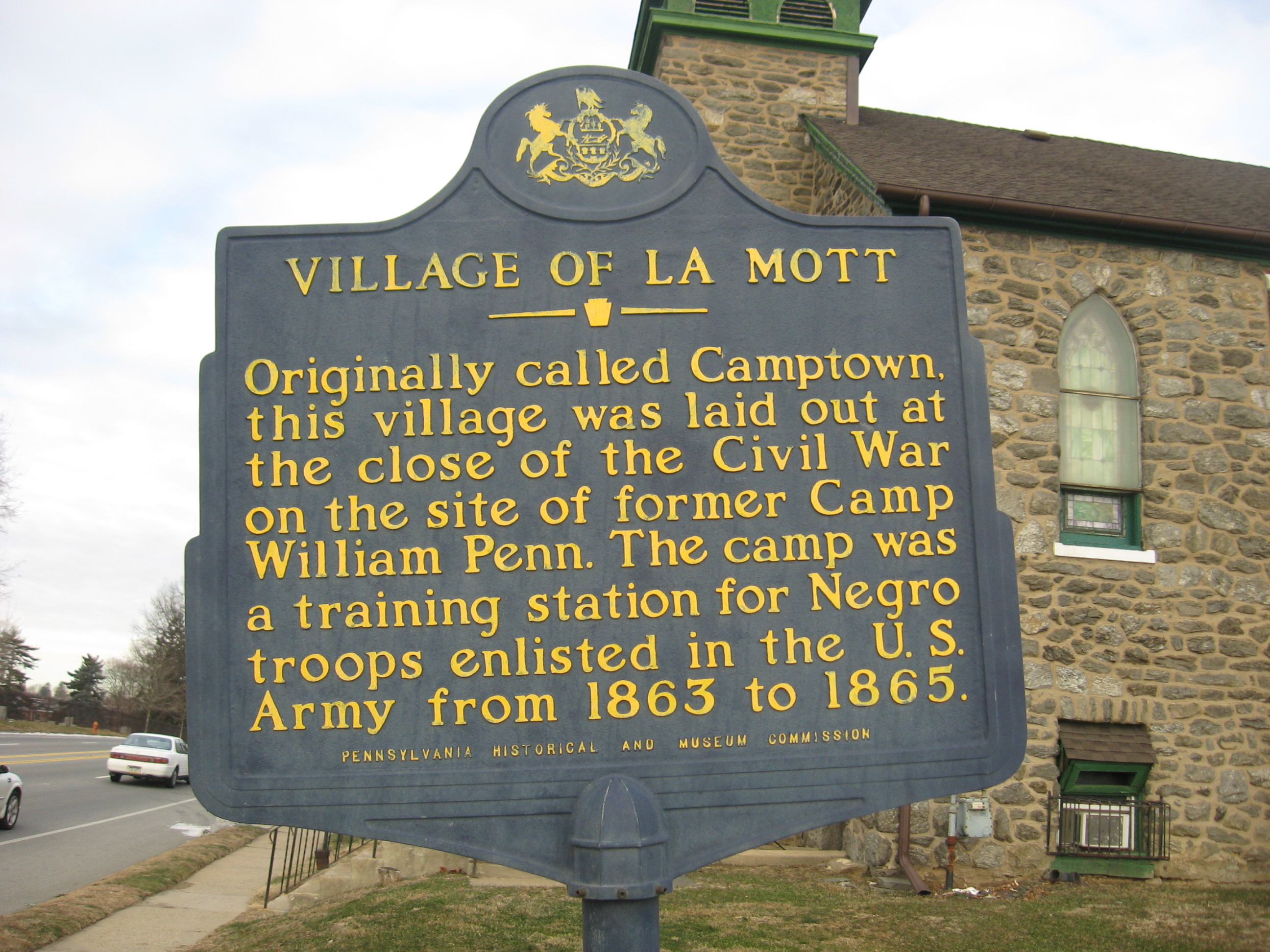
Cartello storico di La Mott